# Jean Paul Getty
Jean Paul Getty (Mineápolis, Minnesota, 15 de diciembre de 1892 - Londres, 6 de junio de 1976) fue un empresario, industrial, filántropo, playboy y coleccionista de arte, fundador de la compañía Getty Oil y del J. Paul Getty Trust. Durante un tiempo fue el hombre más rico del mundo.

## Biografía
Nacido en Mineápolis, Minnesota, en una familia petrolera, fue uno de los primeros en el mundo en alcanzar una fortuna superior a los 1000 millones de dólares. Ávido coleccionista de arte y antigüedades, su colección y su mansión de Malibú sirvieron de fundamento al Museo J. Paul Getty en California.
Pasó por la universidad del sur de California, y por Berkeley, antes de graduarse en 1914 por el Magdalen College (Oxford) en Economía y Ciencias Políticas. Desde niño era un ávido lector y acumuló no solo dinero, sino una amplia cultura que le permitió tener buen criterio como anticuario y coleccionista. Amaba los clásicos, y leía latín y griego antiguo; hablaba además francés, italiano, alemán, español, griego moderno, árabe y ruso. Trabajó durante los veranos en los campos petroleros de su padre en Oklahoma. Consiguió su primer millón de dólares en 1916 con su primera compañía petrolera en Tulsa. Al año siguiente anunció su retirada a Los Ángeles para convertirse en un playboy.
Aunque más tarde volviera a los negocios, Getty consiguió con ello perder el respeto de su padre, quien tuvo que solucionar con dinero el molesto asunto de un nieto ilegítimo que su hijo no quiso reconocer. Poco antes de que George Franklin Getty muriera en 1930, pensaba que Jean Paul llevaría la empresa familiar a la ruina, y así se lo comunicó; además, en su testamento solo le dejó medio millón de dólares líquidos y un tercio de las acciones, y el 95 % líquido de su fortuna y los dos tercios en acciones restantes pasaron a manos de su viuda. Sin embargo, Getty consiguió de su madre que creara un fideicomiso familiar que le permitió conseguir más crédito.
Invirtió astutamente durante la Gran depresión. Compró acciones en varias petroleras, que en 1967 fusionó para formar la Getty Oil, y, en Nueva York, un hotel arruinado que devolvió a la rentabilidad. Pero el mayor de sus negocios fue, sin duda, el contrato que firmó con el primer rey y fundador de Arabia Saudita, Ibn Saud, negociando con él personalmente en árabe entre 1948 y 1949. Consiguió extraer petróleo del país durante treinta años de concesión a cambio de pagar 9,5 millones de dólares en efectivo y asegurarle otro millón de dólares cada año, más una regalía de cincuenta y cinco centavos por cada barril de petróleo que pudiera extraer de cinco mil kilómetros cuadrados en la indefinida zona limítrofe con Kuwait. Como encontró una gran bolsa de petróleo en 1953, se convirtió en uno de los hombres más ricos del mundo, llegando a tener participación mayoritaria en unas doscientas empresas, muchas de ellas petroleras, así como negocios financieros, de seguros, de hostelería, de aerolíneas e inmobiliarias. Además, no pudiendo competir con las demás compañías del negocio aeronáutico, reconvirtió su fábrica de aviones Spartan Aircraft Company en la primera empresa que fabricaba caravanas metálicas.
Se mudó a Inglaterra en los años cincuenta, y allí vivió y trabajó hasta su muerte en Sutton Place, una mansión estilo Tudor del siglo XVII considerada una joya de la arquitectura inglesa, cerca de Guildford. Sus últimas y vanamente esperanzadas amantes, que mantenía en su mansión, fueron la casada Mary Teissier, prima lejana del último zar de Rusia, Lady Ursula d'Abo, que tenía estrechos vínculos con la familia real británica, y Rosabella Burch, nacida en Nicaragua. Falleció a los 83 años el seis de julio de 1976 víctima de una insuficiencia cardiaca. 

### Matrimonios
Getty se casó en cinco ocasiones: con Jeanette Tremont (1923–25), Allene Ashby (1926–28), Adolphine Hemle (1928–32), Ann Rork (1932–35), y Theodora Lynch. Tuvo cinco hijos: George Franklin Getty II (muerto en 1973) con su primera mujer, Jean Ronald Getty con la tercera, John Paul Getty y Gordon Getty con la cuarta, y Timothy Getty (fallecido con 12 años de edad) con su última esposa.

### Visión de su propio éxito
Getty escribió un libro de mucho éxito titulado How to be Rich (Cómo ser Rico) y su propia autobiografía. En ella reconoció que su negocio petrolero y su habilidad en él fueron una herencia de su padre, a quien agradeció ese apoyo:

«Disfruté de la ventaja de haber nacido en una familia rica, y cuando comencé mi carrera empresarial estaba subvencionado por mi padre. Aunque hacía dinero —y bastante— por mi cuenta, dudo que el imperio Getty existiera hoy si no hubiera heredado el negocio de mi padre tras su muerte».
(Getty, 1976, pg.336).

«¿Mi secreto para ser rico? Levantarme temprano, trabajar hasta tarde y encontrar petróleo».
J. Paul Getty

«Yo prefiero el 1 % del esfuerzo de cien personas que el 100 % de mi propio esfuerzo».

## Colección de arte
Las primeras incursiones de Getty en el coleccionismo comenzaron a finales de la década de 1930, cuando se inspiró en la colección de cuadros y muebles franceses del siglo XVIII que poseía la casera de su ático de Nueva York, Amy Guest, pariente de Sir Winston Churchill. Aficionado a la Francia del siglo XVIII, Getty empezó a comprar muebles de la época a precios reducidos debido a la depresión del mercado del arte. Escribió varios libros sobre coleccionismo, entre ellos Europe and the 18th Century (1949), Collector's Choice: The Chronicle of an Artistic Odyssey through Europe (1955) y The Joys of Collecting (1965). Sin embargo, su tacañería, fruto quizá de su educación metodista, limitaba el alcance de su coleccionismo, porque era un negociador duro que regateaba cuanto era posible y se negaba a pagar el precio completo. Penelope Kitson, compañera de Getty en sus últimos años, dijo que "Paul era demasiado mezquino para permitirse comprar un gran cuadro" No obstante, en el momento de su muerte poseía más de 600 obras valoradas en más de 4 millones de dólares, entre ellas cuadros de Rubens, Tiziano, Gainsborough, Renoir, Tintoretto, Degas y Monet. En la década de 1950, los intereses de Getty se desplazaron hacia la escultura grecorromana, lo que llevó a la construcción de la Villa Getty en la década de 1970 para albergar la colección, que se trasladó al Museo Getty y a la Villa Getty de Los Ángeles tras su muerte.

## Mitos comunes sobre Jean Paul Getty

### Cabina telefónica
Es cierto que Getty tenía una cabina telefónica en Sutton Place. De todas formas, la razón de esto es extremadamente simple. En su propia autobiografía (Getty, 1976, pg.319):

"Meses después de adquirir Sutton Place, mucha gente entraba y salía de la casa. Algunos eran hombres de negocios de visita. Otros artesanos y trabajadores contratados para la renovación y restauración. Incluso otros eran comerciantes haciendo el reparto. De repente las facturas telefónicas empezaron a aumentar. La razón estaba clara. Cada teléfono normal en la casa tenía acceso directo a líneas externas y por tanto a llamadas de larga distancia o incluso operadores internacionales. Todo tipo de gente aprovechaba al máximo esta rara oportunidad. Utilizaban los teléfonos de Sutton Place para hacer llamadas a novias en Ginebra o Georgia y a tías, tíos o primos terceros en Caracas o Ciudad del Cabo. Los costes de sus llamadas, eran, por supuesto, cargados a la factura de Sutton Place. Así, la única solución fue bloquear las llamadas en los teléfonos normales, limitando su uso a personal autorizado, y se instaló una cabina para el resto."

### Secuestro de su nieto
En 1973, su nieto, John Paul Getty III, fue secuestrado en Italia por la 'Ndrangheta. Al principio la familia sospechó que era una argucia del propio joven para conseguir dinero. El mismo Getty confirmó las informaciones que indicaban que rechazó pagar el rescate hasta que recibió la oreja derecha del joven. Cuando los secuestradores finalmente redujeron sus demandas a 3 millones de dólares, Getty acordó pagar no más de $2,2 millones (equivalente a $13,4 millones en 2021), el máximo que sería deducible de impuestos, y le prestó a su hijo los 800.000 dólares restantes al cuatro por ciento de interés. El nieto de Getty fue encontrado con vida el 15 de diciembre de 1973, en una gasolinera de la provincia de Potenza, poco después de que se pagara el rescate. Después de su liberación, el joven Getty llamó a su abuelo para agradecerle por pagar el rescate, pero Getty se negó a atender el teléfono, aunque no era a cobro revertido. Nueve personas asociadas con 'Ndrangheta fueron arrestadas más tarde por el secuestro, pero solo dos fueron condenadas. John Paul Getty III quedó permanentemente afectado por el trauma y se convirtió en drogadicto. Un cóctel de estupefacientes y alcohol en 1981 le provocó un derrame cerebral, a resultas del cual se quedó mudo, casi ciego y con parálisis parcial el resto de su vida. Murió el 5 de febrero de 2011, a la edad de 54 años.
Getty se defendió de su rechazo inicial a pagar el rescate con dos razones. Primero argumentó que tenía otros trece nietos, y que someterse a las demandas de los secuestradores los pondría en riesgo frente a posibles réplicas de este secuestro. Después adujo:

La segunda razón de mi rechazo tiene una base mucho más amplia. Entiendo que acceder a las demandas de criminales y terroristas sólo garantiza el aumento y dispersión de la ilegalidad, la violencia y otras amenazas como el terrorismo, secuestros aéreos y la cacería de rehenes, que plagan nuestro mundo presente.
(Getty, 1976, pg.139)

### Su proverbial austeridad
Según su secretaria, llevaba su racanería a lavar en casa su propia ropa y utilizaba los papeles por ambas caras. Cuando inauguró Sutton Place, dio una fiesta en la que no pagó servicio de seguridad y escaseó tanto la comida (meros bocadillos) y la bebida, que resultó un fracaso y fue ridiculizado. Nunca más volvió a dar otra fiesta. En su testamento dejó un salario casi miserable a sus herederos, y lo dejó todo al fideicomiso de su fundación, la institución filantrópica artística más acaudalada del mundo, si bien dejó el control del 40% de la misma a su cuarto hijo, Gordon Getty.

## Años posteriores y muerte
El 30 de junio de 1960, Getty organizó una fiesta de 21 cumpleaños para un pariente de su amigo, el 16º duque de Norfolk, que sirvió como fiesta de inauguración de la casa recién adquirida en Sutton Place.  Los asistentes a la fiesta se irritaron por la tacañería de Getty, como no proporcionar cigarrillos y relegar a todo el mundo a usar creosota y retretes portátiles en el exterior. Alrededor de las 10 de la noche, la fiesta se convirtió en un pandemónium con la llegada de aguafiestas procedentes de Londres, que abarrotaron los ya abarrotados salones y causaron daños por valor de 20 000 libras esterlinas. Un valioso aguamanil de plata del platero del siglo XVIII Paul de Lamerie fue robado, pero devuelto de forma anónima cuando los periódicos londinenses empezaron a cubrir el robo. El fracaso del evento convirtió a Getty en objeto de burla y nunca volvió a dar otra gran fiesta.
Getty seguía siendo un trabajador empedernido, y presumía a sus 74 años de que a menudo trabajaba entre 16 y 18 horas al día supervisando sus operaciones en todo el mundo. El valor de las acciones de Getty Oil se cuadruplicó durante la guerra de Yom Kipur árabe-israelí de octubre de 1973, que provocó una escasez mundial de petróleo durante años. Las ganancias de Getty alcanzaron los 25,8 millones de dólares en 1975.
Getty conoció a la interiorista inglesa Penelope Kitson en la década de 1950 y le confió la decoración de sus casas y de los salones públicos de los petroleros que estaba botando. A partir de 1960, Kitson residió en una casa de campo en los terrenos de Sutton Place. Getty y Kitson mantuvieron una relación platónica y Getty le profesaba un gran respeto y confianza.
El insaciable apetito sexual de Getty continuó hasta los 80 años. Utilizaba un fármaco experimental, H3, para mantener su potencia. Entre las amantes que residían en Sutton Place se encontraban la casada Mary Teissier, prima lejana del último zar de Rusia, Lady Ursula d'Abo, que tenía estrechos vínculos con la familia real británica, y Rosabella Burch, nacida en Nicaragua.
The New York Times escribió sobre el arreglo doméstico de Getty: "[Getty] terminó su vida con una colección de mujeres desesperadamente esperanzadas, todas viviendo juntas en su mansión Tudor en Inglaterra, ninguna de ellas consciente de que su pasatiempo favorito era reescribir su testamento, cambiando sus insultantemente pequeños legados: 209 dólares al mes a una, 1.167 dólares a otra." Sólo Kitson recibió un legado significativo a la muerte de Getty, recibiendo 5.000 acciones de Getty Oil, que duplicaron su valor durante la década de 1980, y una renta mensual de 1.167 dólares.
Getty murió de un fallo cardíaco a la edad de 83 años el 6 de junio de 1976, en Sutton Place, cerca de Guildford, Surrey.

## Obras publicadas
- Getty, J. Paul. How to be Rich, Colección de ensayos. Chicago: Playboy Press, 1965, OCLC 702557306
- Getty, J. Paul.As I See It: The Autobiography of J. Paul Getty , Autobiografía. Prentice-Hall, 1976. ISBN 0-13-049593-X, OCLC 1078950701. Publicada poco antes de su muerte.
- Getty, J. Paul. The history of the bigger oil business of George F.S. F. and J. Paul Getty from 1903 to 1939. Los Angeles?, 1941, OCLC 693373380
- Getty, J. Paul. Europe in the Eighteenth Century. [Santa Mónica, Calif.]: privately printed, 1949, OCLC 1539420
- Le Vane, Ethel, and J. Paul Getty. Collector's Choice: The Chronicle of an Artistic Odyssey through Europe. London: W.H. Allen, 1955, OCLC 901152222
- Getty, J. Paul. My Life and Fortunes. New York: Duell, Sloan & Pearce, 1963, OCLC 804426417
- Getty, J. Paul. The Joys of Collecting. New York: Hawthorn Books, 1965, OCLC 756465638
- Getty, J. Paul. The Golden Age. New York: Trident Press, 1968, OCLC 3039906
- Getty, J. Paul. How to be a Successful Executive. Chicago: Playboy Press, 1971, OCLC 11409794